# Сурис (река)
Сурис (енгл. Souris River) или Маус (на територији САД; енгл. Mouse River) је америчко-канадска река. Извире северно од града Вејберна у јужном делу канадске провинције Саскачеван, тече даље ка југу кроз савезну државу Северна Дакота где код града Мајнота прави велики меандар и поново скреће ка северу, где се улива у реку Асинибојн у провинцији Манитоба. Ушће се налази на око 40 km југоисточно од града Брандона (МБ). 
Укупна дужина тока је око 700 km, а површина сливног подручја је 61.124 km².
Река има плувијално-нивални режим храњења са максимумом водостаја у пролеће када се топи снег и када су падавине најинтензивније. Укупан годишњи проток варира и креће се између 2,59 km³ колико је забележено 1976. и 4,2 km³ колико је регистровано 1937. године. 
Да би се спречиле честе поплаве дуж њеног тока изграђене се бројне уставе чије воде се током сушног дела године углавном користе за наводњавање. У горњем делу тока највеће су бране Раферти и Аламеда. У близини Мелите су 1937. саграђена два вештачка водосабрина језера Снајдерово и Росово, следеће године саграђено је језеро Напинка, а 1941. и језеро Хартни (сва четири укупне запремине око 3.000.000 m³). 
У јуну 2011. у горњем и средњем делу тока је дошло до изливања реке из корита што је узроковало највеће поплаве у историји ове реке. Улице града Мајнота су биле под водом, евакуисано је преко 11.000 становника, а бројне фарме уз обалу претрпеле су страшна разарања.